# Масло мускатного шалфея

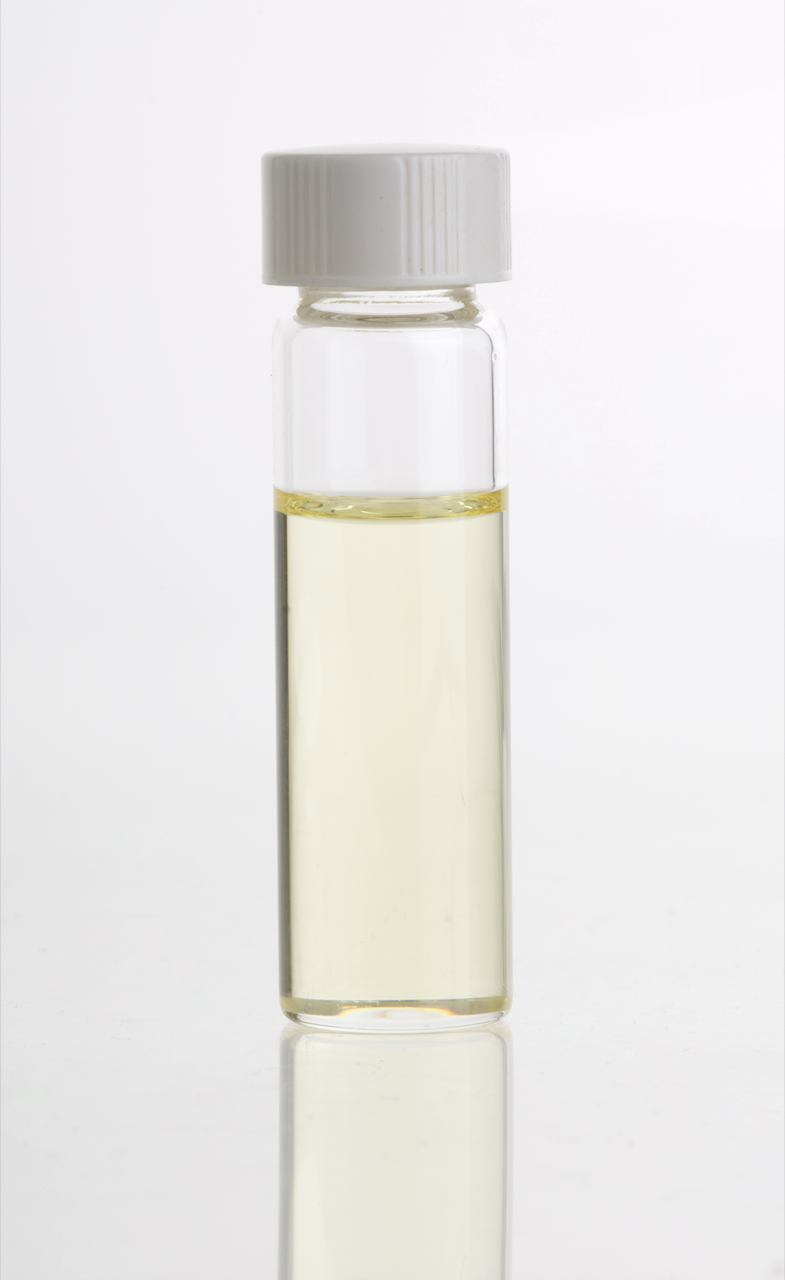
Масло мускатного шалфея

Масло мускатного шалфея — эфирное масло, содержится в цветках и листьях мускатного шалфея (Salvia sclarea L.), культивируемого в Молдавии, России, Болгарии, Франции, Германии и других странах.
Существует два вида ароматических продуктов:
- конкрет масла мускатного шалфея;
- абсолютное масло мускатного шалфея.

## Свойства
Конкрет — воскообразная масса светло-зелёного цвета с травянистым запахом. Растворимо в этаноле (1:3 — в 90%-м), нерастворимо в воде.
Абсолютное масло — светло-жёлтая или жёлтая жидкость с травянистым запахом. Растворимо в этаноле (1:3 — в 90%-м), нерастворимо в воде.
|               | {\displaystyle {\mbox{d}}_{25}^{25}} | {\displaystyle [\alpha ]_{\mbox{D}}^{20}} | Кислотное число | Эфирное число | ЛД50, г/кг                                   |
| ------------- | ------------------------------------ | ----------------------------------------- | --------------- | ------------- | -------------------------------------------- |
| Конкрет масла | —                                    | —                                         | до 15           | 40 ÷ 80       | 2,6 крысы (перорально) > 5 кролики (накожно) |
| Абсолют масла | 1,458 ÷ 1,473                        | -6 ÷ -20                                  | до 2,5          | —             | 2,6 крысы (перорально) > 5 кролики (накожно) |

## Химический состав
В состав масла-конкрета входят склареол (около 40 %), линалоол, сесквитерпеновые спирты неустановленного строения, уксусная кислота, линалилацетат и другие компоненты.

## Получение
Масло-конкрет получают экстракцией соцветий и листьев петролейным эфиром с последующей отгонкой растворителя, выход масла 0,6—1,5 %.
Абсолютное масло получают путём обработки конкрета избытком этанола с последующим удалением восков либо из соцветий и листьев путём отгонки с паром, выход масла.
Основные производители — Молдавия, Россия, Болгария, Украина.

## Применение
Применяют как компонент парфюмерных композиций.
Конкрет также используют для выделения склареола, который идёт на получение веществ с запахом амбры — амбриаль, амброксид и других.
В пищевой промышленности эфирное масло шалфея мускатного используется при изготовлении ликёроводочных и кондитерских изделий для придания им аромата муската. В табачной промышленности оно применяется для ароматизации дорогих сортов табака.
Масло шалфея мускатного относится к афродизиакам.